# Luiz Henrique Mandetta
Luiz Henrique Mandetta (Campo Grande, 30 de noviembre de 1964) es un médico y político brasileño. Fue ministro de salud del gobierno de Jair Bolsonaro entre 2019 y 2020, cuando fue destituido dadas las graves diferencias con el presidente en el manejo de la pandemia de COVID-19.

## Biografía
Estudió medicina en la Universidad Gama Filho (UGF), especializándose en ortopedia en el Servicio de Ortopedia de la Universidad Federal de Mato Grosso do Sul y en ortopedia infantil en el Scottish Rite Hospital for Children en Atlanta. Fue médico militar con grado de teniente en el Ejército Brasileño.
En el marco de la gestión de su primo Nelsinho Trad, fue secretario de Salud del Municipio de Campo Grande (2005-2010), antes de ser elegido diputado federal en 2010 y reelecto en 2014, para la 55.° legislatura (2015-2019), por el partido Demócratas.
Como diputado, votó a favor del proceso de destitución de Dilma Rousseff. Posteriormente, apoyó el proyecto de reforma fiscal y en abril de 2017 votó a favor de la reforma laboral. En agosto de 2017 votó a favor del proceso de apertura de una investigación contra el entonces presidente Michel Temer.
El 20 de noviembre de 2018 fue anunciado como ministro de salud de Jair Bolsonaro, asumiendo el cargo el 1 de enero de 2019. En 2020 ganó protagonismo debido a la pandemia de coronavirus en Brasil, en ocasiones contrariando los dichos del propio Bolsonaro en cuanto a la gravedad del virus. Por ello, fue removido del cargo el 16 de abril de 2020, siendo reemplazado por Nelson Teich.